# Roy-Boissy
Roy-Boissy ist eine französische Gemeinde mit 329 Einwohnern (Stand 1. Januar 2022) im Département Oise in der Region Hauts-de-France. Die Gemeinde liegt im Arrondissement Beauvais und ist Teil der Communauté de communes de la Picardie Verte und des Kantons Grandvilliers.

## Geographie
Die Gemeinde, deren Gebiet im Nordosten von der Départementsstraße D7 und im Süden von der Départementsstraße D930 (frühere Route nationale 30) begrenzt wird, und die auch den Weiler Le Mesnil Valéran auf der Hochfläche westlich des Petit Thérain umfasst, besteht aus den Ortsteilen Lannoy (mit den Resten eines Klosters), Roy und Boissy im Tal des Petit Thérain.

## Einwohner
| 1962 | 1968 | 1975 | 1982 | 1990 | 1999 | 2006 | 2011 |
| ---- | ---- | ---- | ---- | ---- | ---- | ---- | ---- |
| 206  | 224  | 227  | 249  | 273  | 266  | 334  | 338  |

## Verwaltung
Bürgermeister (maire) ist seit 2008 Nadine Pétigny.

## Sehenswürdigkeiten
- Bauten der Zisterzienserabtei Lannoy im Tal des Petit Thérain.
- Kirche Saint-Sulpice[1]
- im 18. und 19. Jahrhundert erneuerte Mühle Vertu, 1990 als Monument historique eingetragen.[2]

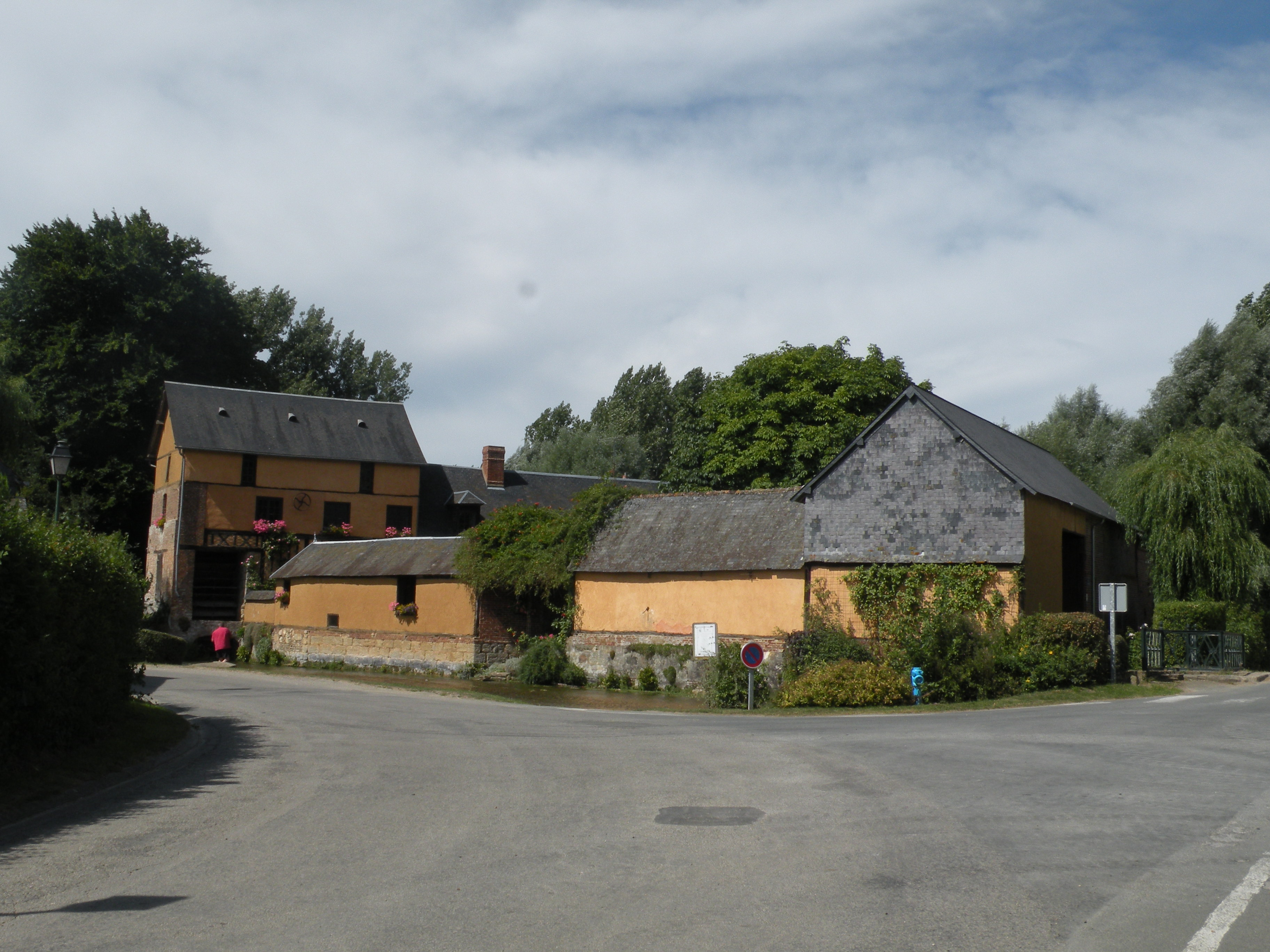
Mühle Vertu

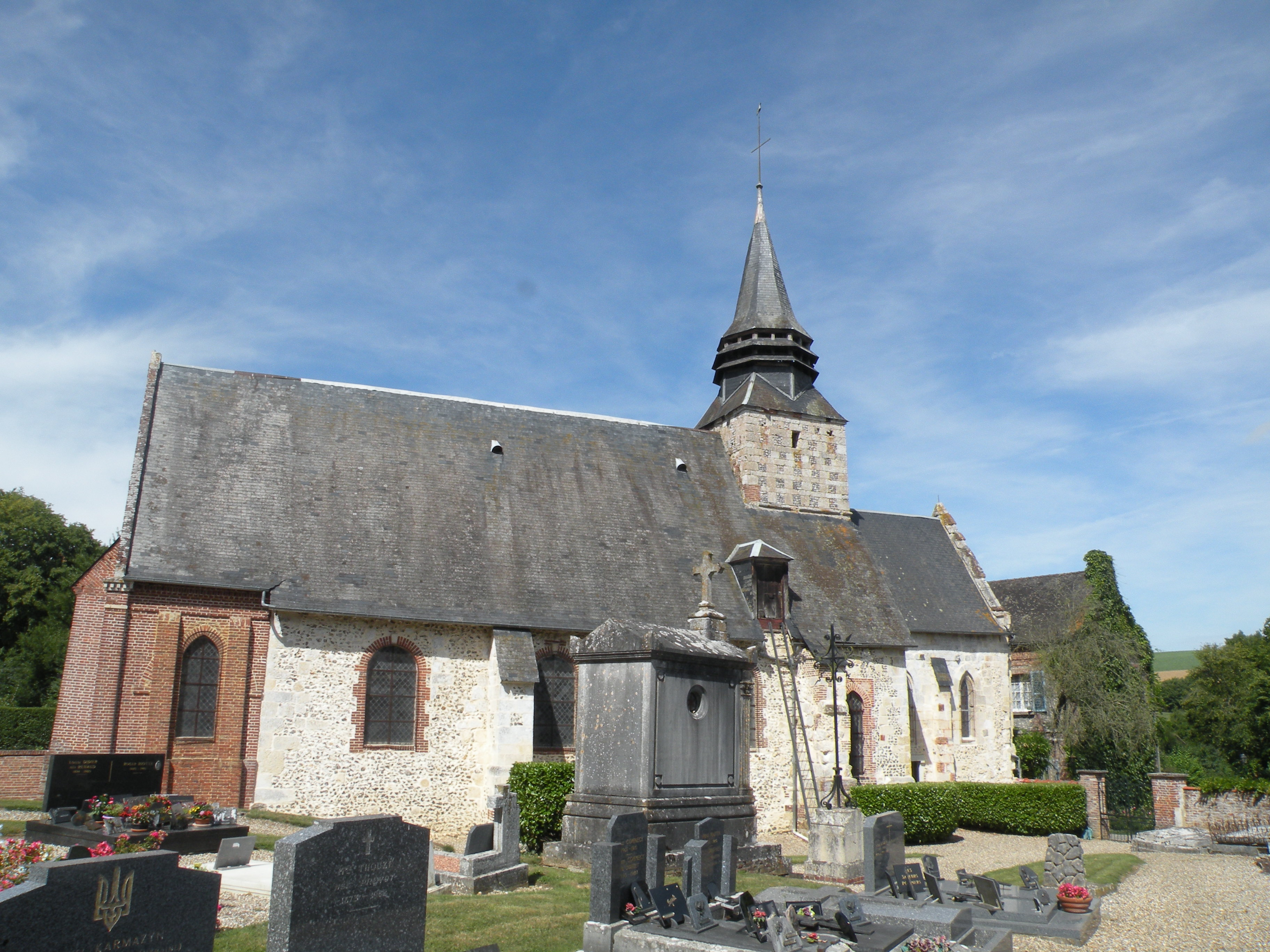
Kirche Saint-Sulpice